# Белдербос, Клаудия
Клаудия Белдербос (нидерл. Claudia Belderbos, род. 23 января 1985) — голландская спортсменка, гребчиха, призёр чемпионата Европы и чемпионата мира по академической гребле, а также Летних Олимпийских игр 2012 года.

## Биография
Клаудия Рената Белдербос родилась 23 января 1985 года в городе Дорн, муниципалитет Утрехтсе-Хёвелрюг, провинция Утрехт. Профессиональную карьеру гребца начала с 2008 года. Состоит и тренируется в клубе «A.U.S.R. Orca», Делфт. Тренируется под руководством Сюсанны Хайс (нидерл. Susannah Chayes). Белдербос получила высшее образование по специальности — психолог.
Первым международным соревнованием на котором Белдербос приняла участие был — I этап кубка мира по академической гребле 2009 года в Баньоласе (2009 WORLD ROWING CUP I). В составе четвёрки с результатом 07:32.180 её команда заняла второе место, уступив золото соперницам из Великобритании (07:26.440).
На чемпионате мира по академической гребле 2009 года в Познани Белдербос выиграла бронзовую медаль. В соревновании восьмёрок голландская команда с результатом 6:07.43 уступила соперницам из Румынии и США.
На чемпионатах Европы по академической гребле 2010, 2015, 2016 годов Белдербос выступала в составе голландской восьмёрки. Во всех случаях её команда выигрывала серебряный комплект медалей, занимая второе место в финальном заплыве.
На Летних Олимпийских играх 2012 года в Лондоне Белдербос была вызвана в состав сборной Нидерландов по академической гребле. В заплыве восьмёрок её команда пришла к финишу третей (06:13.120), уступив соперницам из Канады (06:12.060 — 2е место) и США (06:10.590 — 1е место).
На Летних Олимпийских играх 2016 в Рио-де-Жанейро Белдербос в составе голландской восьмёрки заняла шестое место с результатом 06:08.370.